# Udma
Udma là một thị trấn thống kê (census town) của quận Kasaragod thuộc bang Kerala, Ấn Độ.

## Nhân khẩu
Theo điều tra dân số năm 2001 của Ấn Độ, Udma có dân số 8144 người. Phái nam chiếm 46% tổng số dân và phái nữ chiếm 54%. Udma có tỷ lệ 75% biết đọc biết viết, cao hơn tỷ lệ trung bình toàn quốc là 59,5%: tỷ lệ cho phái nam là 80%, và tỷ lệ cho phái nữ là 71%. Tại Udma, 13% dân số nhỏ hơn 6 tuổi.